# Penrith, New South Wales
Penrith är en förort till Sydney i Australien. Den ligger i kommunen City of Penrith och delstaten New South Wales, i den sydöstra delen av landet, omkring 49 kilometer väster om centrala Sydney. Antalet invånare är 11 813.
Runt Penrith är det tätbefolkat, med 442 invånare per kvadratkilometer.. Närmaste större samhälle är Quakers Hill, omkring 17 kilometer öster om Penrith.
I omgivningarna runt Penrith växer huvudsakligen savannskog. Genomsnittlig årsnederbörd är 1 267 millimeter. Den regnigaste månaden är februari, med i genomsnitt 216 mm nederbörd, och den torraste är juli, med 25 mm nederbörd.